# 田尾敏彰
田尾 敏彰（たお としあき、1967年6月12日 - ）は、北海道出身の元スキージャンプ選手。

## プロフィール
札幌市立幌東中学校-東海大四高を経て1986年雪印乳業入社
高校時代は数々のタイトルを獲得、第64回全日本選手権90m級では成年組を含めてトップの成績だった。
全日本選手権で高校生が優勝したのは田尾だけである。
しかし社会人ではあまり目立った成績を残せず1993年引退。

## 主な成績
- 1984　　　　　　　　　ノルディックスキージュニア世界選手権70m級個人　39位
- 1985　　　　　　　　　ノルディックスキージュニア世界選手権70m級個人　34位
- 1983.03.13(日)　第18回雪印杯全日本ジャンプ旭川大会ジュニア組　優勝
- 1984.01.08(日)　第25回雪印杯全日本ジャンプ大会少年組　優勝
- 1984.01.11(水)　第36回北海道高校スキー大会　優勝
- 1984.12.08(土)　全日本ジャンプ名寄大会少年組　優勝
- 1984.12.24(月)　第15回名寄ピヤシリジャンプ大会少年組　優勝
- 1986.01.20(月)　第38回北海道高校スキー大会　優勝
- 1986.01.29(水)　第41回北海道スキー選手権大会少年組　優勝
- 1986.02.08(土)　第64回全日本スキー選手権大会65m級少年組　優勝
- 1986.02.11(月)　第64回全日本スキー選手権大会90m級少年組・総合　優勝
- 1986.02.14(金)　第57回宮様スキー大会国際競技会70m級少年組　優勝
- 1986.02.16(日)　第57回宮様スキー大会国際競技会90m級少年組　優勝
- 1986.02.23(日)　第41回国民体育大会冬季大会少年組　優勝
- 1989.03.19(日)　第23回雪印杯全日本ジャンプ旭川大会　優勝